# Matobosaurus
Matobosaurus is een geslacht van hagedissen dat behoort tot de familie schildhagedissen (Gerrhosauridae).

## Naam en indeling
De groep werd voor het eerst wetenschappelijk beschreven door Michael F. Bates en Krystal A. Tolley in 2013. Er zijn twee soorten, waarvan de reuzenschildhagedis (Matobosaurus validus) de bekendste is. De tweede soort; Matobosaurus maltzahni werd eerder beschouwd als een ondersoort van de reuzenschildhagedis. Beide soorten behoorden lange tijd tot de echte schildhagedissen (geslacht Gerrhosaurus). De verouderde naamgeving wordt in veel literatuur nog gebruikt.
De wetenschappelijke geslachtsnaam Matobosaurus betekent vrij vertaald 'hagedis van Matobo'. De naam Matobo betekent in een Afrikaanse taal 'kale koppen' en slaat op het landschap van granietrotsen die als koppen boven het maaiveld uitsteken.

## Verspreiding en habitat
Beide soorten komen voor in delen van zuidelijk Afrika en leven in de landen Angola, Botswana, Malawi, Mozambique, Namibië, Swaziland, Zambia, Zimbabwe en Zuid-Afrika. De habitat bestaat uit rotsachtige streken zoals savannen.

## Soortenlijst
| Soorten uit het geslacht Matobosaurus      | Soorten uit het geslacht Matobosaurus | Soorten uit het geslacht Matobosaurus                                  |
| ------------------------------------------ | ------------------------------------- | ---------------------------------------------------------------------- |
| Naam                                       | Auteur                                | Verspreidingsgebied                                                    |
| Matobosaurus maltzahni                     | de Grys, 1938                         | Angola, Namibië                                                        |
| Reuzenschildhagedis (Matobosaurus validus) | Smith, 1849                           | Botswana, Malawi, Mozambique, Swaziland, Zambia, Zimbabwe, Zuid-Afrika |